# L'Infante María Josefa
La infanta María Josefa
L'Infante María Josefa (en espagnol : María Josefa de Borbón y Sajonia, infanta de España), est une peinture à l'huile réalisée par Francisco de Goya en 1800 comme esquisse préparant la réalisation de La Famille de Charles IV et représentant Marie-Josèphe d'Espagne, princesse de Naples.

## Contexte de l'œuvre
Cette esquisse est l'une des dix études au naturel peintes par Goya dans le Palais royal d'Aranjuez en été 1800. D'après le souhait de Marie-Louise de Bourbon-Parme, le peintre a fait le portrait séparément de chaque membre de la famille royale afin que tout le monde n'ait pas à poser de longues heures en même temps.
Le portrait représente l'infante Marie-Josèphe d'Espagne, fille de Charles III d'Espagne et de Marie-Amélie de Saxe. Elle est née à Gaeta, quand son père était encore roi de Naples. Elle ne s'est jamais mariée, bien qu'on lui ait proposé une union avec son oncle, l'infant Don Luis. Lorenzo Tiepolo en avait lui aussi fait un portrait quand elle était jeune, dans un pastel que conserve le musée du Prado.

## Provenance
Il provient des collections royales et a été localisé au palais royal de Madrid en 1814. Il est intégré au Musée du Prado avant 1834, étant donné qu'il figure dans l'inventaire du Musée royal cette année-là. Il est cité pour la première fois dans le catalogue officiel du musée du Prado en 1872.

## Analyse
Toutes les esquisses ont comme caractéristique principale une couche de fixateur de fonds rouge et des traits du visage construits en un seul ton, de même que les masses principales. Une fois définis les plans et les proportions, des nuances de couleurs sont ajoutées.
L'infante, qui dans le portrait final est à gauche, est traitée par Goya avec beaucoup d'intensité et d'attention pour les expressions de son visage. Doña Josefa porte le bandeau de l'Ordre de la Reine Marie-Louise et de grandes boucles d'oreille de diamants. Elle porte sur la poitrine un ruban noir correspondant à l'insigne de l'Ordre de la Croix étoilée, que seules les dames de la famille royale espagnole recevaient. La plume sur sa tête — « la plume d'oiseau du Paradis » — révèle l'influence de la France dans la mode espagnole, de même que le bandeau qu'elle sur la tempe. Cependant, ce dernier accessoire était déjà démodé et ne s'utilisait que comme médecine. Elle mourut un an après que le tableau fut peint.
C'est une composition obscure sur un fond illuminé, que Goya a réalisé avec de rapides et énergiques coups de pinceau. Cependant, pour élaborer le visage, le peintre a dessiné des traits délicats et précis, très attentionnés.